# Vallon-Pont-d’Arc
Vallon-Pont-d’Arc – miejscowość i gmina we Francji, w regionie Owernia-Rodan-Alpy, w departamencie Ardèche.
Według danych na rok 1990 gminę zamieszkiwało 1914 osób, a gęstość zaludnienia wynosiła 67 osób/km² (wśród 2880 gmin regionu Rodan-Alpy Vallon-Pont-d’Arc plasuje się na 455. miejscu pod względem liczby ludności, natomiast pod względem powierzchni na miejscu 251.).

## Populacja

Populacja Vallon-Pont-d’Arc w latach 1962-2008

## Galeria

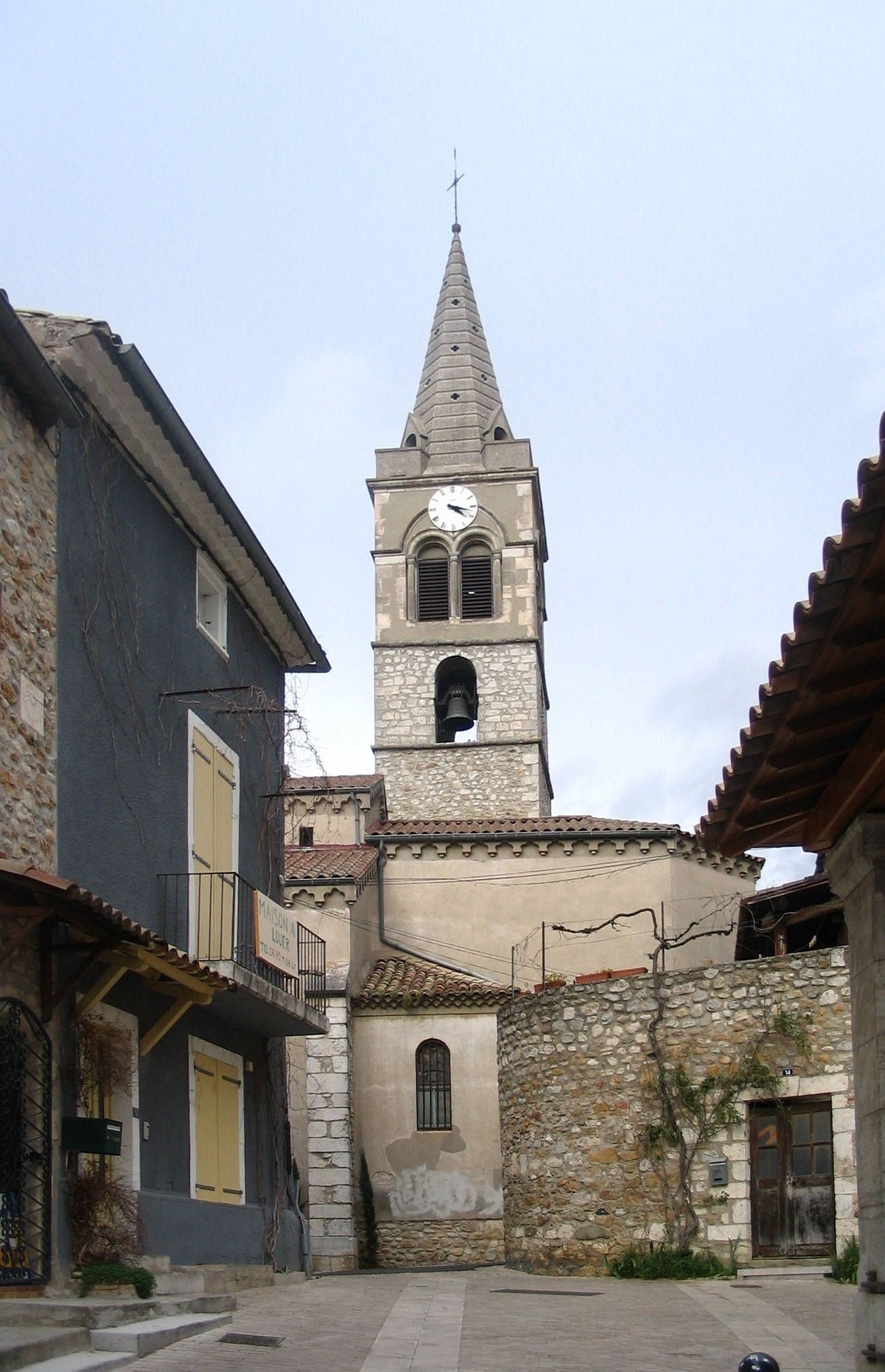
Kościół (2008)
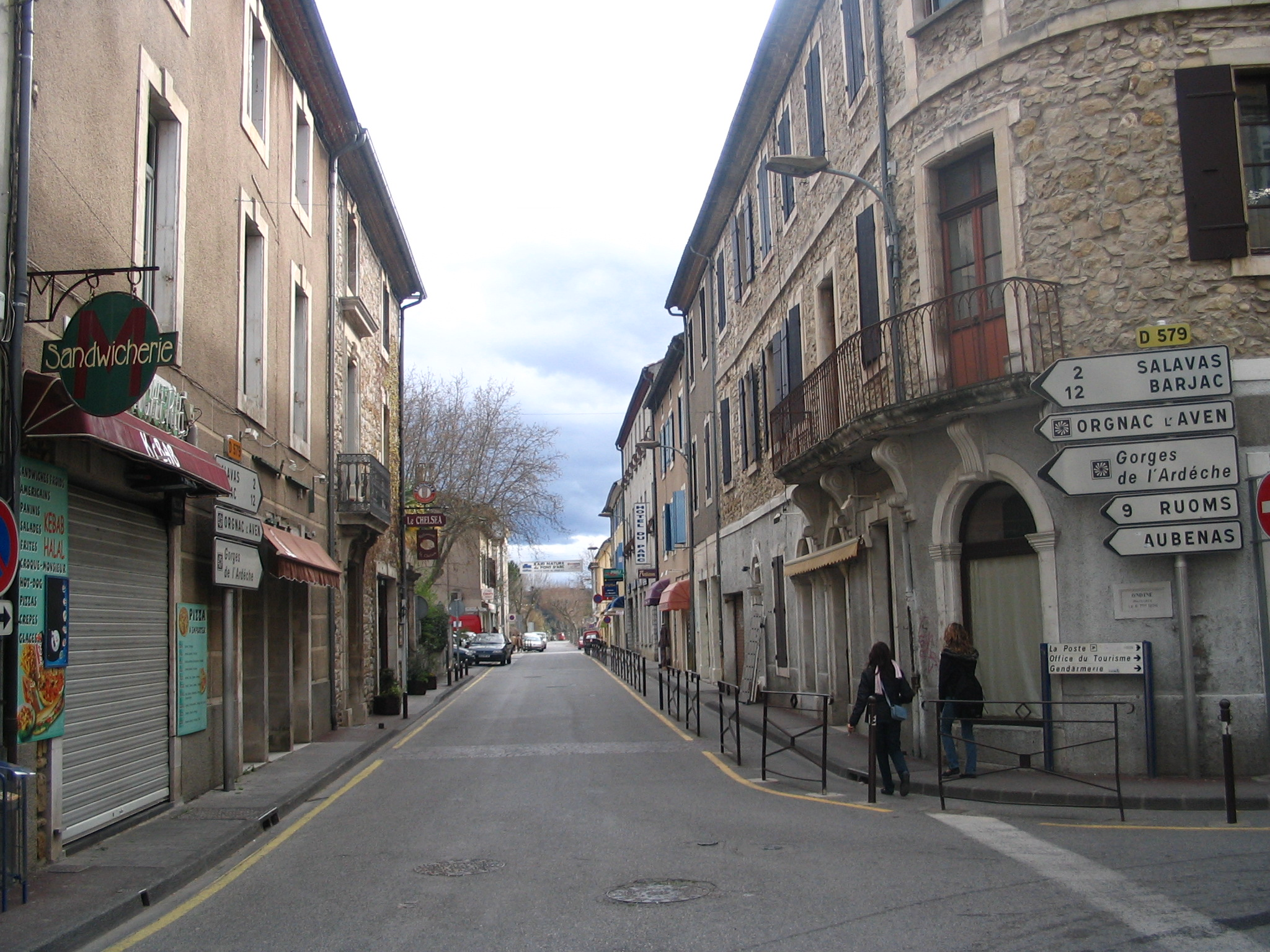
Centrum (2008)
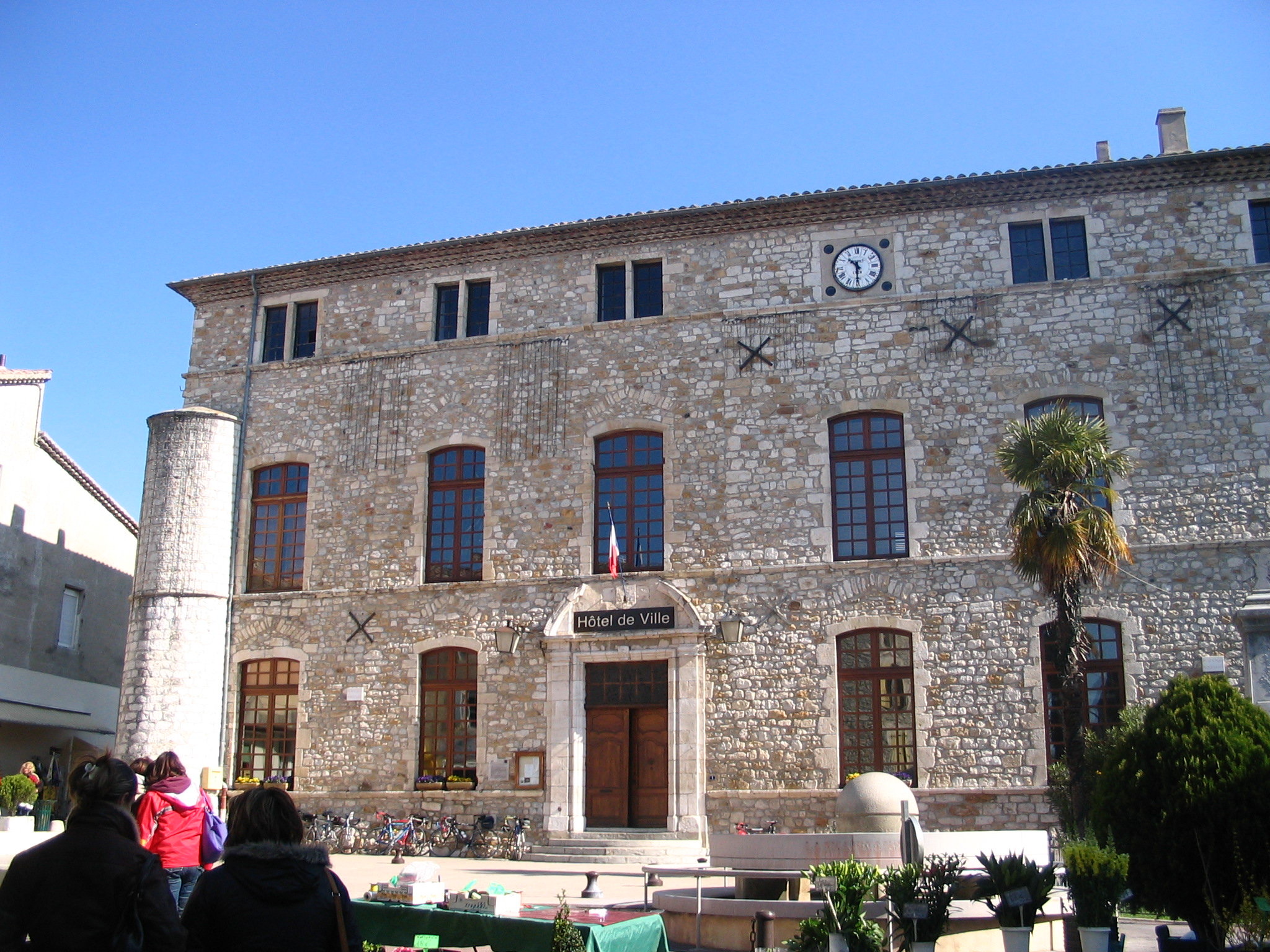
Ratusz (2008)